# Otto Marstrand
Otto Marstrand (født 6. september 1919 i Odense, død 30. november 2004 i København) var højskole- og seminarielærer og i 22 år rektor for Holbæk Seminarium.
Otto Marstrand var søn af bryggeridirektør Aage Marstrand (1880-1964) og hustru Vita, f. Rygaard (død 1938); gift 1955-1978 med Ulla Kristiansen (1934-2001).
Student fra Herlufsholm Skole 1939 og cand.polit. 1947; virkede derefter som højskolelærer i Galtrup på Mors 1947-48 og på Ollerup Folkehøjskole 1948-49. Han tog lærereksamen fra Frederiksberg Seminarium i 1952 og var herefter lærer ved Statens Seminarium for Småbørnslærerinder i Vejle 1952-54; adjunkt i historie og pædagogik ved Kolding Seminarium 1954-60. Han var den første rektor for Holbæk Seminarium 1960-82. De 5 første år foregik undervisningen i lånte lokaler på en folkeskole. 
Efter pensioneringen deltog Marstrand i sprogskole i Jerusalem 1982-84 og havde studieophold i Spanien og Ecuador. Han var bosat i Tunis 1987-92. Han tog bifagseksamen i arabisk fra Københavns Universitet 1992. Hjemme i Danmark boede han efter pensioneringen forskellige steder i indre København.
Otto Marstrand var radikalt medlem af Holbæk byråd 1966-71 og af bestyrelsen for Holbæk Amts Venstreblad 1968-82 og for forskellige sønderjyske organisationer.
Han har skrevet: Marstrand-Slægtens Historie bind II, forgreninger (2003) og Maleren Wilhelm Marstrand (2003) (som var hans oldefars bror).
Denne Otto Marstrand (1919-2004) skal ikke forveksles med Otto Jacob Marstrand (1809-1891), der var bror til maleren Wilhelm Marstrand. Se om slægten: Marstrand (slægt).